# Homocitrat sintaza
Homocitrat sintaza (EC 2.3.3.14, 2-hidroksibutan-1,2,4-trikarboksilat 2-oksoglutarat-lijaza (KoA-acetilacija), acetil-koenzim A:2-ketoglutarat C-acetil transferaza, homocitrat sintetaza, HCS) je enzim sa sistematskim imenom acetil-KoA:2-oksoglutarat C-acetiltransferaza (tioestarska hidroliza, formiranje karboksimetila). Ovaj enzim katalizuje sledeću hemijsku reakciju
acetil-KoA + H2O + 2-oksoglutarat {\displaystyle \rightleftharpoons } (2R)-2-hidroksibutan-1,2,4-trikarboksilat + KoA
Ovaj enzim učestvuje u alfa-aminoadipatnom putu sinteze lizina, zajedno sa EC 4.2.1.36, homoakonitatnom hidratazom.

## Literatura
- Nicholas C. Price; Lewis Stevens (1999). Fundamentals of Enzymology: The Cell and Molecular Biology of Catalytic Proteins (Third изд.). USA: Oxford University Press. ISBN 019850229X.
- Eric J. Toone (2006). Advances in Enzymology and Related Areas of Molecular Biology, Protein Evolution (Volume 75 изд.). Wiley-Interscience. ISBN 0471205036.
- Branden C; Tooze J. Introduction to Protein Structure. New York, NY: Garland Publishing. ISBN 0-8153-2305-0.
- Irwin H. Segel. Enzyme Kinetics: Behavior and Analysis of Rapid Equilibrium and Steady-State Enzyme Systems (Book 44 изд.). Wiley Classics Library. ISBN 0471303097.
- William P. Jencks (1987). Catalysis in Chemistry and Enzymology. Dover Publications. ISBN 0486654605.

## Spoljašnje veze
- Homocitrate+synthase на 